# Fixed (The Good Wife)
Fixed (Propina em português), é o quarto episódio da primeira temporada da série de televisão The Good Wife. Estreou nos Estados Unidos em 13 de outubro de 2009 e teve uma audiência de 12,98 milhões de pessoas.

## Sinopse
Alicia é designada no caso de um atleta que sofreu derrame e está processando um laboratório farmacêutico, quando ela acha um bilhete que sugere que um jurado recebeu propina no valor de US$ 35.000. Um jurado é trocado, porém outro havia recebido propina. Alicia, ajudada por Kalinda, descobre que o seu cliente havia subornado o jurado e testemunha a seu favor, mesmo contra a sua vontade.
Alicia também recebe presentes do advogado de seu marido, Peter. Este advogado pede a Alicia para procurar correspondências entre Peter e um empreiteiro. Alicia acha o recibo de um relógio, que está no nome do empreiteiro.